# Тахіра Тахірова
Тахіра Акпер кизи Тахірова (Таїрова) (азерб. Tahirə Əkbər qızı Tahirova; 7 листопада 1913, Байрамали, Закаспійська область, Російська імперія — 26 жовтня 1991, Баку, Азербайджан) — радянський і азербайджанський державний діяч і дипломат, міністр закордонних справ Азербайджанської РСР (1959—1983). Депутат Верховної ради Азербайджанської РСР 3-го і 5—10-го скликань. Депутат Верховної ради СРСР 4-го скликання.

## Життєпис
Тахіра Тахірова народилася 7 листопада 1913 року в Байрамали Закаспійської області (нині місто в Туркменістані) в родині вчителя. У 1929 році вона закінчила Бакинський робітничий факультет, а в 1935 році з відзнакою — нафтопромисловий (гірничо-нафтовий) факультет Азербайджанського нафтового інституту імені Азізбекова. З 1935 року була науковим співробітником сектору видобутку нафти Азербайджанського нафтового науково-дослідного інституту, викладала в Азербайджанському нафтовому інституті імені Азізбекова, працювала інженером із експлуатації на виробництві. З 1937 року — аспірант Азербайджанського індустріального інституту імені Азізбекова по кафедрі експлуатації нафтових і газових родовищ. Член ВКП(б) з 1939 року.
Після закінчення аспірантури в 1940 році Тахіра Тахірова була призначена на посаду директора Азербайджанського нафтового науково-дослідного інституту імені Куйбишева.
У 1942—1949 роках — на керівній партійній роботі: завідувач нафтового відділу ЦК КП(б) Азербайджану; заступник секретаря ЦК КП(б) Азербайджану із нафти; секретар Бакинського міського комітету КП(б) Азербайджану.
У 1948 році їй присвоєно звання доцента, у 1953 році захистила кандидатську дисертацію та отримала звання кандидата технічних наук. З 1949 по 1954 рік працювала доцентом кафедри експлуатації нафтових родовищ Азербайджанського індустріального інституту імені Азізбекова.
З 1954 по 1957 рік Тахіра Тахірова обіймала пост голови Ради профспілок Азербайджанської РСР. Потім у 1957 році перейшла на пост голови Державного Комітету науки і техніки при Раді Міністрів Азербайджанської РСР.
У 1957—1959 роках — голова Державного науково-технічного комітету Азербайджанської РСР, голова Державного комітету Ради міністрів Азербайджанської РСР із координації науково-дослідних робіт.
У 1959 році закінчила Вищу дипломатичну школу МЗС СРСР. У 1959—1983 роках працювала міністром закордонних справ Азербайджанської РСР, а в 1963—1968, одночасно рр. — заступницею голови Ради Міністрів Азербайджанської РСР.
Про діяльність Тахіри Тахірової на посаді міністра закордонних справ Азербайджанської РСР дипломат Фікрет Садихов, який працював начальником управління інформації і друку МЗС, пізніше розповідав:
|  | «У ті роки, коли міністерство закордонних справ Азербайджану очолювала Тахіра Тахірова, інтерес до Азербайджану був дуже великим, і нашому відомству довелося взяти на себе роль координатора зарубіжних зв'язків республіки. Практично це був дипломатичний інформаційно-пропагандистський орган, який реалізовував зовнішньополітичні завдання країни всередині республіки та займався формуванням її іміджу за кордоном. У числі завдань, які виконував республіканський МЗС в той час, слід перш за все назвати посередницькі функції: під час ірано-іракської війни в 1979-1988 роках міністерство на чолі з Тахірою Тахіровою було активно залучено до процесу врегулювання конфлікту. Мені особисто не раз доводилося за завданнями міністра супроводжувати з Баку до іранського кордону високопоставлених гостей, які брали участь в ірано-іракських переговорах, серед яких були Ясір Арафат, міністр закордонних справ куби Ісідоро Мальмієрка та багато інших». |

У 1984 році Тахіра Тахірова вийшла на пенсію. Померла вона 26 жовтня 1991 року і була похована на II Алеї почесного поховання.

## Родина
У 1939 році Тахіра Тахірова вийшла заміж за однокурсника, геолога за фахом, Абдуллу Байрамова. Від цього шлюбу у 1940 році народилася донька Ельвіра, а в 1941 році — син Рауф.

## Нагороди та звання
- Орден Леніна[2]
- п'ять орденів Трудового Червоного Прапора[2] (5.11.1963)
- Орден Дружби народів
- Орден «Знак Пошани»[2]